# Ludwig Traube

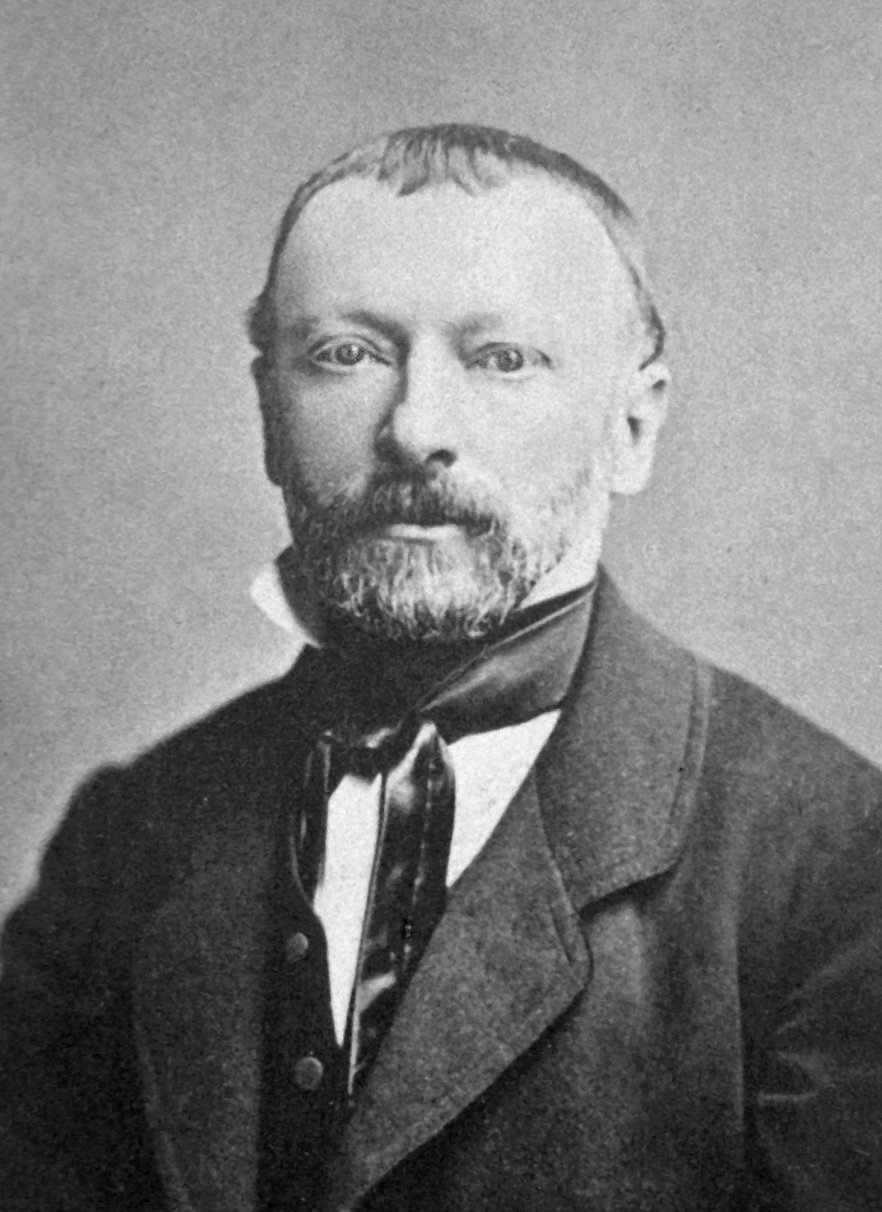
Ludwig Traube

Ludwig Traube (12 janeiro1818, Ratibor, Silesia, hoje Racibórz, Polónia – 11 abril1876, Berlin) foi um médico Alemão e co-fundador da patologia experimental na Alemanha.